# Améline Douarre
Améline Douarre (ur. 11 grudnia 2000) – francuska zapaśniczka walcząca w stylu wolnym. Olimpijka z Paryża 2024, gdzie zajęła jedenaste miejsce w kategorii do 62 kg. Zajęła 21. miejsce na mistrzostwach świata w 2022 roku.
Dziesiąta na mistrzostwach Europy w 2019 i 2023. Piętnasta na igrzyskach europejskich w 2019. Wicemistrzyni igrzysk śródziemnomorskich w 2022. Jedenasta w Pucharze Świata w 2020. Srebrna medalistka wojskowych MŚ w 2024 i 2025. 
Druga na ME U-23 w 2023 i trzecia w 2022 roku.